# Metagonia asintal
Metagonia asintal là một loài nhện trong họ Pholcidae. Loài này được phát hiện ở Guatemala.